# 冯文慈
冯文慈（1926年—2015年），笔名明柯，男，天津人，中国音乐史学家，曾任中国音乐学院教授、博士生导师，中国音乐史学会会长。

## 家庭
妻子俞玉姿。